# Sergio Leone
Sergio Leone, född 3 januari 1929 i Rom, död 30 april 1989 i Rom, var en italiensk filmregissör, som är mest förknippad med filmgenren spaghetti-western.
Sergio Leone är kanske främst känd för den så kallade Dollartrilogin, western-filmerna För en handfull dollar (1964), För några få dollar mer (1965) och Den gode, den onde, den fule (1966).

## Biografi

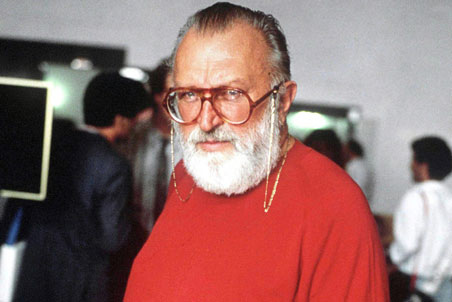
Sergio Leone, okänt datum.

Sergio Leone var son till filmpionjären Vincenzo Leone och skådespelerskan Francesca Bertini. Påverkad av sina föräldrars yrken började Leone arbeta med film i tonåren. Han började skriva filmmanus på 1950-talet och gjorde regissörsdebut 1960.
Clint Eastwood slog igenom till stor del tack vare Leone.[källa behövs] Den första av hans filmer Eastwood medverkade i var För en handfull dollar (1964), följd av För några få dollar mer (1965), men det var i den tredje filmen Den gode, den onde och den fule (1966) som Eastwood fick sitt stora genombrott.[källa behövs]
Uppmuntrad av sina framgångar regisserade Leone 1967 filmen Harmonica - en hämnare som mottogs väl av filmkritikerna men floppade i USA, inte minst på grund av rollbesättningen (Henry Fonda som samvetslös skurk). Efter detta ville han göra en film som säkert skulle bli en succé. Han tackade nej till att regissera Gudfadern och gjorde istället en film med James Coburn, För några nävar dynamit (På bio lanserad som Ducka, skitstövel! och på TV som En handfull dynamit.) Filmen handlade om en sprängämnesexpert i IRA (Coburn) och dennes äventyr under mexikanska revolutionen tillsammans med en mexikansk bandit spelad av Rod Steiger.
Leones sista film, Once Upon a Time in America från 1984, med bland andra Robert De Niro och James Woods anses av många vara hans försök till ett gangsterepos i samma stil som Gudfadern.
Leone avled 1989 av en hjärtinfarkt mitt i planeringsarbetet av en film om slaget om Leningrad under andra världskriget.

## Leones bidrag till västerngenren
Särdrag - eller nyskapande - som Leone lämnat efter sig är det nya sättet att kombinera foto, handling och musik till en stark, intensiv enhet.[källa behövs] Extrema närbilder, långa svepande tagningar, vältajmad och välkomponerad instrumentalmusik men även de mer uppenbara våldssekvenserna - korta, intensiva och starka - gör Leone till en långt bredare filmskapare än vad hans westernfilmer ger sken av.[källa behövs]

## Filmografi som regissör (urval)
- 1961 – Kolossen på Rhodos
- 1964 – För en handfull dollar
- 1965 – För några få dollar mer
- 1966 – Den gode, den onde, den fule
- 1967 – Harmonica - en hämnare
- 1971 – Ducka, skitstövel!
- 1973 – Mitt namn är Nobody (ej krediterad)
- 1975 – Ett geni, två polare och en höna (ej krediterad)
- 1984 – Once Upon a Time in America